# Circuito de Balaton Park
El circuito de Balaton Park es un autódromo de 4,115 kilómetros (2,557 mi) situado cerca de Balatonfőkajár, Hungría, 85 kilómetros (53 mi) al suroeste de Budapest. La pista está diseñada para albergar eventos de carreras regionales e internacionales y está construida según los más altos estándares y regulaciones de la FIA y la FIM. El circuito fue inaugurado en mayo de 2023.

## Historia

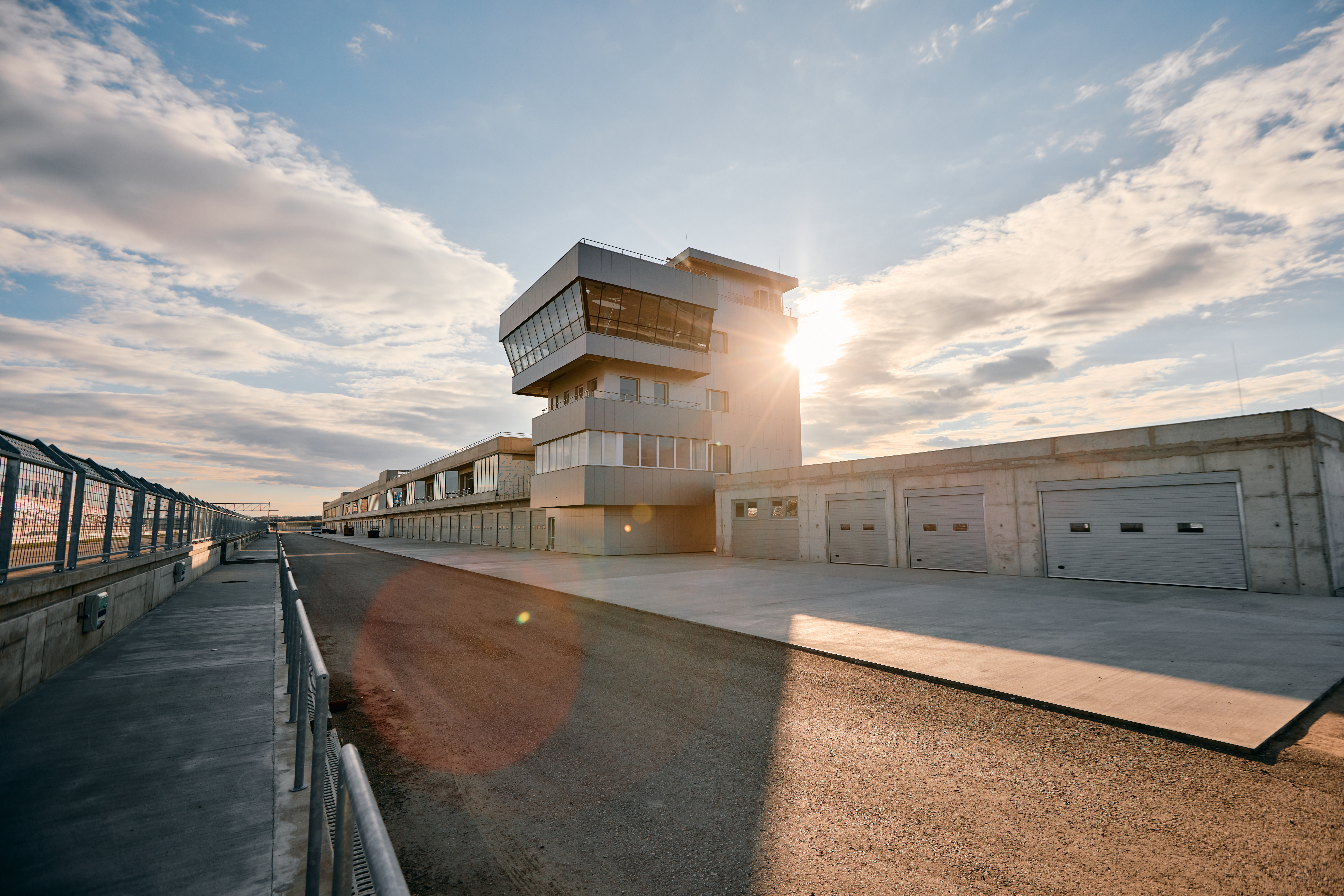
Pitlane del circuito de Balaton Park.

Un grupo privado de inversores inició la fase principal de construcción del circuito en 2019. El proyecto se financió con capital propio de los inversores, sin intervención de bancos ni financiación externa. El circuito pretende ser una incorporación moderna a la escena automovilística de Hungría, complementando el circuito de Hungaroring, más antiguo y bien establecido.

## Diseño e instalaciones
El circuito de Balaton Park ha sido planificado y construido según los estándares FIA Grade 1, obteniendo inicialmente una licencia de Grade 2. La pista cuenta con barreras Tecpro y la última tecnología MyLaps, que incluye GPS, paneles LED y sistemas de cronometraje.
La pista tiene una longitud de 4,115 kilómetros (2,557 mi) y varía en ancho entre 12-15 m (13-16 yd). Consta de 16 curvas, con seis giros a la derecha y diez giros a la izquierda en su trazado completo y único. Las instalaciones del circuito incluyen 48 boxes, áreas y salones VIP, centro de medios, centro médico y dos áreas de paddock de apoyo adicionales.

## Eventos
El circuito tiene como objetivo albergar una variedad de eventos automovilísticos regionales e internacionales. No está relacionado con Balatonring, nunca abierto.
En septiembre de 2023, se reveló que se planea incluir el circuito en el Campeonato Mundial de Superbikes en 2024, y también será la sede de reserva del Campeonato Mundial de Motociclismo en el mismo año antes del regreso del Gran Premio de Hungría a Hungaroring en 2025. El 26 de octubre de 2023, se confirmó que el circuito albergará su primera carrera del Mundial de SBK del 23 al 25 de agosto de 2024.

### Eventos actuales
- Octubre: Campeonato CEZ de Fórmula 4, #FirstLap Cup, FIA Swift Cup Europe.

### Eventos futuros
- Ferrari Challenge (2024).[9]
- Campeonato Mundial de Superbikes (2024).[8]
- TCR Eastern Europe Trophy (2024).
- MotoGP (2025).

## Récords de vuelta
| Categoría                 | Tiempo                    | Piloto                    | Vehículo                     |                           |
| Longitud: 4,115 km (2023) | Longitud: 4,115 km (2023) | Longitud: 4,115 km (2023) | Longitud: 4,115 km (2023)    | Longitud: 4,115 km (2023) |
| ------------------------- | ------------------------- | ------------------------- | ---------------------------- | ------------------------- |
| LMP3                      | 1:37.054                  | Miro Konôpka              | Ligier JS P320               |                           |
| Fórmula 4                 | 1:38.270                  | Ethan Ischer              | Tatuus F4-T421               |                           |
| Copa Porsche Carrera      | 1:45.378                  | Adam Konôpka              | Porsche 911 (991 II) GT3 Cup |                           |
| TCR                       | 1:45.955                  | Petr Čížek                | Cupra León Competición TCR   |                           |
| Copa Renault Clio         | 1:55.850                  | Roland Amrein             | Renault Clio R.S. V          |                           |
| Copa Suzuki Swift         | 2:00.552                  | Aleks Sówka               | Suzuki Swift 1.4 Turbo       |                           |